# IC 224
IC 224 ist eine linsenförmige Galaxie vom Hubble-Typ S0-a im Sternbild Walfisch südlich der Ekliptik. Sie ist schätzungsweise 186 Millionen Lichtjahre von der Milchstraße entfernt und hat einen Durchmesser von etwa 25.000 Lj.
Im selben Himmelsareal befindet sich u. a. die Galaxie NGC 929.
Das Objekt wurde am 13. Oktober 1891 vom französischen Astronomen Stéphane Javelle entdeckt.